# Promenade Claude-Lévi-Strauss
La promenade Claude-Lévi-Strauss est une voie située dans le quartier de la Gare du 13e arrondissement de Paris, en France.

## Situation et accès

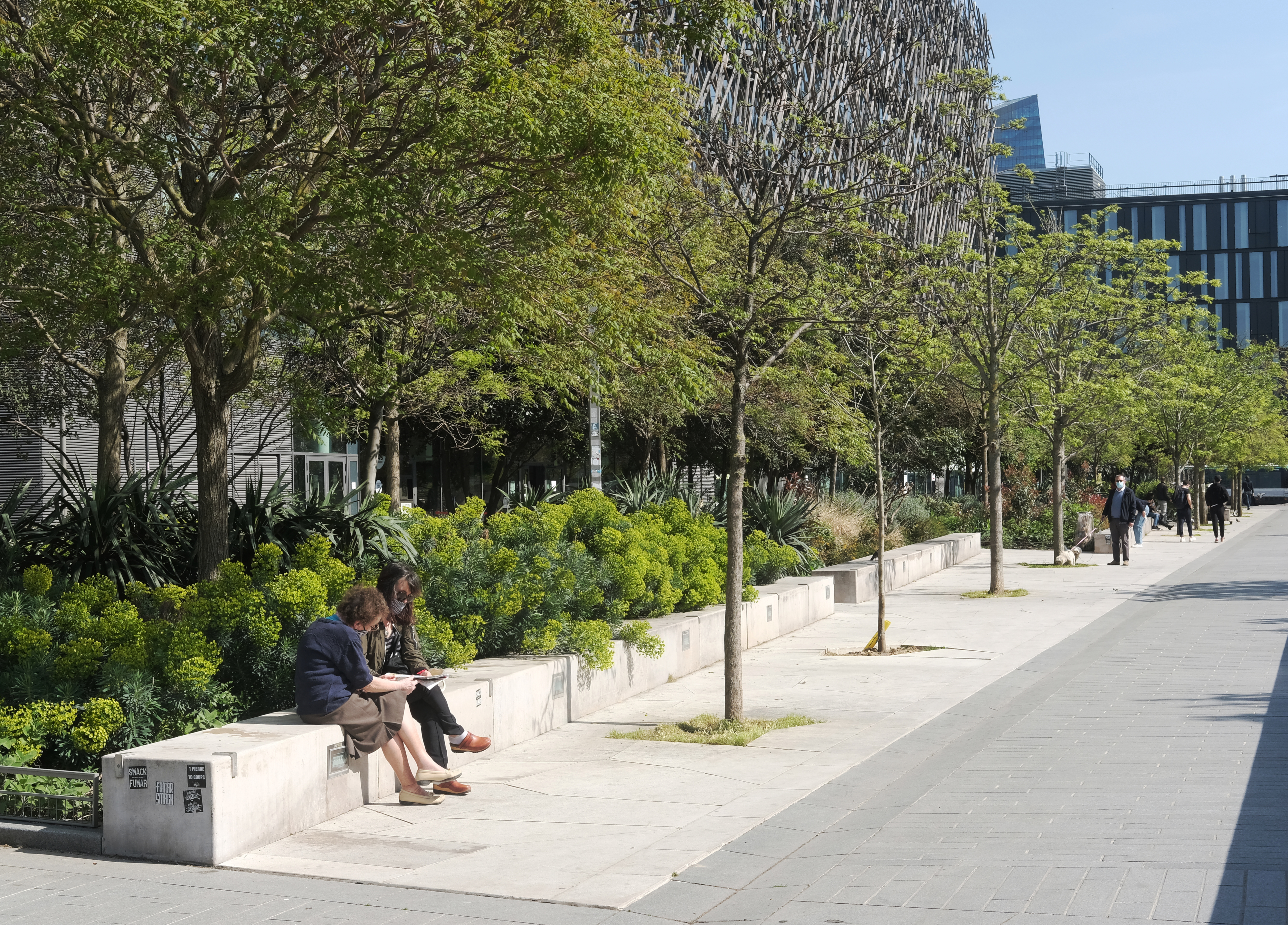
Promenade Claude Levi-Strauss.

La promenade Claude-Lévi-Strauss est accessible à proximité par la ligne 14 à la station Bibliothèque François-Mitterrand.
Aménagée en dalle au-dessus des voies ferrées, elle fait le lien piétonnier entre les nouveaux équipements du quartier depuis la rue de Tolbiac, tels la place Jean-Michel-Basquiat, la rue Germaine-Richier et le jardin Françoise-Mallet-Joris au sud. Au nord, elle dessert, après la rue Alphonse-Boudard, la  rue Alain-Jacquet et la rue Jacques-Monory.
La promenade donnera accès, à terme, au parvis Alan-Turing, où est hébergée la Station F, via un escalier monumental, point d'orgue de l'aménagement du quartier.

## Origine du nom
Elle porte le nom de l'anthropologue et ethnologue français Claude Lévi-Strauss (1908-2009). 

## Historique
La voie est créée en balcon au-dessus des voies de la SNCF dans le cadre de l'aménagement de la ZAC Tolbiac-Paris Rive Gauche. Cette opération d'urbanisme a pour objectif d'aménager une énorme partie du 13e arrondissement de Paris, tout au long du faisceau ferroviaire de la gare d'Austerlitz où le choix d'une couverture totale des voies ferrées a été retenu pour gagner du foncier et relier les deux « berges ferroviaires », auparavant déconnectées. Dans cette zone de jonction entre les anciens quartiers et le nouveau, marquée par une différence de hauteur le long de la rue du Chevaleret, une « falaise » a été matérialisée, entrecoupée d'escaliers permettant la liaison piétonne entre les secteurs et possédant également une pente douce ascendante, la rue Alphonse-Boudard. Afin d'animer la rue du Chevaleret, des locaux commerciaux sont aménagés dans la « falaise ». Alors que sur une grande partie de la rue du Chevaleret, les nouveaux immeubles surplombent directement le niveau bas, à partir de la rue de Tolbiac jusqu'à la rue Alphonse-Boudard, un retrait a été choisi, permettant d'y aménager une promenade suspendue, en surplomb. Celle-ci, qui s'arrête à la rue Alphonse-Boudard avec le jardin Françoise-Mallet-Joris, doit être prolongée jusqu'à la future placette « T4 », en surplomb de la rue Ada-Lovelace jusqu'au parvis Alan-Turing.

## Bâtiments remarquables et lieux de mémoire
- Jardin Françoise-Mallet-Joris